# Stan Stutz
Stanley John "Stan" Stutz (nacido Stanley John Modzelewski; Worcester, Massachusetts, 14 de abril de 1920-New Rochelle, Nueva York, 28 de octubre de 1975) fue un jugador, entrenador y árbitro de baloncesto estadounidense que disputó dos temporadas en la ABL y otras tres en la BAA, además de actuar como árbitro en la NBA durante varios años. Con 1,78 metros de estatura, jugaba en la posición de base.

## Trayectoria deportiva

### Universidad
Jugó durante tres temporadas con los Rams de la Universidad de Rhode Island, siendo en las tres el máximo anotador de la División I de la NCAA, promediando 23,1, 18,5 y 21,4 puntos respectivamente en cada temporada. En sus dos últimas temporadas fue incluido en el segundo mejor quinteto consensuado All-American.

### Profesional
Comenzó su andadura profesional en los New York Americans de la ABL, donde jugó dos temporadas en las que promedió 3,4 y 4,4 puntos respectivamente. En 1945 fichó por los Baltimore Bullets, donde finalmente despuntó, acabando como segundo mejor anotador de la liga, promediando 12,2 puntos por partido.
En 1946 ficha por los New York Knicks de la recién creada BAA, donde en su primera temporada, jugando como titular, se convierte en uno de los mejores anotadores de su equipo, promediando 8,0 puntos por partido.
Tras una temporada más en los Knicks, en 1948 es traspasado a Boston Celtics, quienes finalmente desestiman su fichaje, firmando poco después de nuevo con los Baltimore Bullets, donde jugaría una última temporada, en la que promedió 6,3 puntos y 1,4 asistencias por partido.

#### Estadísticas en la BAA y la NBA

##### Temporada regular
| Temporada | Edad | Equipo            | Liga | P   | TIT | MIN | TC  | TCA  | %TC  | 3P | 3PA | %3P | TL  | TLA | %TL  | R.OF. | R.DEF. | REB | ASIS | ROB | TAP | PER | FP  | PTS |
| 1946-47   | 26   | New York Knicks   | BAA  | 60  |     |     | 2.9 | 10.7 | .268 |    |     |     | 2.2 | 2.8 | .782 |       |        |     | 0.8  |     |     |     | 2.1 | 8.0 |
| 1947-48   | 27   | New York Knicks   | BAA  | 47  |     |     | 2.3 | 10.7 | .218 |    |     |     | 2.4 | 2.9 | .837 |       |        |     | 1.2  |     |     |     | 2.6 | 7.0 |
| 1948-49   | 28   | Baltimore Bullets | BAA  | 59  |     |     | 2.1 | 7.3  | .281 |    |     |     | 2.2 | 2.7 | .824 |       |        |     | 1.4  |     |     |     | 2.5 | 6.3 |
| Total     |      |                   | BAA  | 166 |     |     | 2.4 | 9.5  | .256 |    |     |     | 2.3 | 2.8 | .813 |       |        |     | 1.1  |     |     |     | 2.4 | 7.1 |

##### Playoffs
| Temp.   | Edad | Equipo            | Liga | P  | MIN | TCA | TC  | 3PA | 3P | TLA | TL | R.OF. | REB | ASIS | ROB | TAP | PER | FP | PTS | %TC  | %3P | %FT  | MIN | PTS  | REB | AST |
| 1946-47 | 26   | New York Knicks   | BAA  | 5  |     | 28  | 101 |     |    | 28  | 32 |       |     | 7    |     |     |     | 13 | 84  | .277 |     | .875 |     | 16.8 |     | 1.4 |
| 1947-48 | 27   | New York Knicks   | BAA  | 3  |     | 3   | 11  |     |    | 9   | 11 |       |     | 1    |     |     |     | 9  | 15  | .273 |     | .818 |     | 5.0  |     | 0.3 |
| 1948-49 | 28   | Baltimore Bullets | [BAA | 3  |     | 1   | 5   |     |    | 3   | 6  |       |     | 0    |     |     |     | 9  | 5   | .200 |     | .500 |     | 1.7  |     | 0.0 |
| Total   |      |                   | BAA  | 11 |     | 32  | 117 |     |    | 40  | 49 |       |     | 8    |     |     |     | 31 | 104 | .274 |     | .816 |     | 9.5  |     | 0.7 |

### Árbitro
Tras dejar el baloncesto como jugador, pasó a desempeñar las funciones de árbitro en la NBA, siendo el primer exjugador profesional en hacerlo. Llegó a arbitrar las Finales de la NBA de 1952, y el All-Star Game de esa misma temporada.

### Entrenador
En 1961 ejerció como entrenador de los New York Tapers de la ABL, consiguiendo 31 victorias y 50 derrotas.